# المحمودية (الدقهلية)
قرية المحمودية هي إحدى القرى التابعة لمركز دكرنس في محافظة الدقهلية في جمهورية مصر العربية. حسب إحصاءات سنة 2006، بلغ إجمالي السكان في المحمودية 16883 نسمة، منهم 8520 رجل و8363 امرأة.